# 1837 en Belgique
Chronologie de la Belgique
- 1833
- 1834
- 1835
- 1836
- 1837
- 1838
- 1839
- 1840
- 1841

Cette page recense des événements qui se sont produits durant l'année 1837 en Belgique.

## Événements
- 2 janvier : ouverture de la ligne de chemin de fer entre Malines et Termonde.
- 4 avril : première parution du Journal de Bruges, titre de presse libéral francophone.
- 19 juin : création de la Bibliothèque royale de Belgique.
- 22 septembre : inauguration de la ligne de chemin de fer entre Louvain et Tirlemont.
- 28 septembre : ouverture de la dernière section du chemin de fer entre Gand et Malines.
- Novembre : premiers cours à l'École provinciale des Mines du Hainaut.

## Culture

### Littérature
- In 't Wonderjaer 1566 (« L'Année des merveilles 1566 »), premier roman de Hendrik Conscience.

## Naissances
- 26 février : Charles Woeste, homme politique, avocat.
- 24 mars : Philippe, comte de Flandre, prince de Belgique.
- 26 mars : Eugène Lafont, missionnaire, jésuite.
- 12 avril : Ferdinand de Marnix de Sainte-Aldegonde, homme politique.
- 18 mai : Gustave Boël, industriel.
- 5 juin : Jules Coppée, homme politique.
- 24 juin : Edgar Baes, artiste peintre, graveur.
- 7 juillet : Ernest Discailles, écrivain, historien.
- 16 août : Adolphe Christyn de Ribaucourt, homme politique.
- 24 septembre : Alfred Cluysenaar, artiste peintre.
- 13 octobre : Charles Buls, homme politique.
- 6 novembre : Charles Van Vreckem, homme politique.
- 21 décembre : Léon Visart de Bocarmé, homme politique.

## Décès
- 17 avril : Édouard de Walckiers, banquier.